# Collegio di Holborn and St Pancras
Holborn and St Pancras è un collegio elettorale situato nella Grande Londra, e rappresentato alla Camera dei comuni del Parlamento del Regno Unito. Elegge un membro del parlamento con il sistema first-past-the-post, ossia maggioritario a turno unico.
Il parlamentare in carica è Keir Starmer, l'attuale Primo ministro e Leader del Partito Laburista. Starmer rappresenta il collegio dalle elezioni del 2015.

## Estensione

Holborn and St Pancras dal 2010 al 2024

Il collegio fu creato nel 1983 come successore del collegio di Holborn and St Pancras South, che era stato creato nel 1950. Il collegio copre la parte meridionale del borgo londinese di Camden, incluso Camden Town, King's Cross, Gospel Oak, Kentish Town e Bloomsbury.
Il collegio ha contenuto i seguenti ward elettorali del borgo londinese di Camden:
- 1983–1997: Bloomsbury, Brunswick, Camden, Castlehaven, Caversham, Chalk Farm, Gospel Oak, Grafton, Holborn, King’s Cross, Regent’s Park, St John's, St Pancras e Somers Town.
- 1997–2010: come sopra, meno Gospel Oak
- 2010-2024: Bloomsbury, Camden Town with Primrose Hill, Cantelowes, Gospel Oak, Haverstock, Highgate, Holborn and Covent Garden, Kentish Town, King's Cross, Regent's Park e St Pancras and Somers Town.
- dal 2024: Bloomsbury; Camden Square; Camden Town; Haverstock; Holborn and Covent Garden; Kentish Town North; Kentish Town South; King's Cross; Primrose Hill; Regent's Park e St. Pancras and Somers Town.[1]

Nel 2010, era uno dei cinque collegi elettorali più estesi di Londra.

## Membri del parlamento
| Elezione | Elezione     | Deputato                                  | Partito   | Note |
| -------- | ------------ | ----------------------------------------- | --------- | ---- |
|          | 1983         | Frank Dobson                              | Laburista |      |
| 2015     | Keir Starmer | Primo ministro del Regno Unito (dal 2024) | Laburista |      |

## Elezioni

### Elezioni negli anni 2020
| Partito                    | Partito                                | Candidato                        | Risultati 4 luglio 2024 | Risultati 4 luglio 2024 |
| Partito                    | Partito                                | Candidato                        | Voti                    | %                       |
| -------------------------- | -------------------------------------- | -------------------------------- | ----------------------- | ----------------------- |
|                            | Laburista                              | Keir Starmer                     | 18 884                  | 48,92                   |
|                            | Indipendente                           | Andrew Feinstein                 | 7 312                   | 18,94                   |
|                            | Verde                                  | David Stansell                   | 4 030                   | 10,44                   |
|                            | Conservatore                           | Mehreen Malik                    | 2 776                   | 7,19                    |
|                            | Reform UK                              | David Roberts                    | 2 371                   | 6,14                    |
|                            | Lib Dem                                | Charlie Clinton                  | 2 236                   | 5,79                    |
|                            | Indipendente                           | Wais Islam                       | 636                     | 1,65                    |
|                            | Monster Raving Loony                   | Nick the Incredible Flying Brick | 162                     | 0,42                    |
|                            | UKIP                                   | John Poynton                     | 75                      | 0,19                    |
|                            | Uguaglianza Socialista                 | Tom Scripps                      | 61                      | 0,16                    |
|                            | Indipendente                           | Senthil Kumar                    | 40                      | 0,10                    |
|                            | Give Me Back Emo                       | Bobby Smith                      | 19                      | 0,05                    |
|                            |                                        |                                  |                         |                         |
| Iscritti                   | Iscritti                               | Iscritti                         | 71 353                  | 100,00                  |
| ↳ Votanti (% su iscritti)  | ↳ Votanti (% su iscritti)              | ↳ Votanti (% su iscritti)        | 38 602                  | 54,10                   |
| ↳ Astenuti (% su iscritti) | ↳ Astenuti (% su iscritti)             | ↳ Astenuti (% su iscritti)       | 32 751                  | 45,90                   |
|                            |                                        |                                  |                         |                         |
|                            | Esito: collegio confermato a Laburista |                                  |                         |                         |

### Elezioni negli anni 2010
| Partito                    | Partito                                | Candidato                  | Risultati 12 dicembre 2019 | Risultati 12 dicembre 2019 |
| Partito                    | Partito                                | Candidato                  | Voti                       | %                          |
| -------------------------- | -------------------------------------- | -------------------------- | -------------------------- | -------------------------- |
|                            | Laburista                              | Keir Starmer               | 36 641                     | 64,52                      |
|                            | Conservatore                           | Alexandra Hayward          | 8 878                      | 15,63                      |
|                            | Lib Dem                                | Matthew Kirk               | 7 314                      | 12,88                      |
|                            | Verdi                                  | Kirsten De Keyser          | 2 746                      | 4,84                       |
|                            | Brexit                                 | Hector Birchwood           | 1 032                      | 1,82                       |
|                            | UKIP                                   | Mohammad Bhatti            | 138                        | 0,24                       |
|                            | Socialist Equality                     | Thomas Scripps             | 37                         | 0,07                       |
|                            |                                        |                            |                            |                            |
| Iscritti                   | Iscritti                               | Iscritti                   | 87 236                     | 100,00                     |
| ↳ Votanti (% su iscritti)  | ↳ Votanti (% su iscritti)              | ↳ Votanti (% su iscritti)  | 56 786                     | 65,09                      |
| ↳ Astenuti (% su iscritti) | ↳ Astenuti (% su iscritti)             | ↳ Astenuti (% su iscritti) | 30 450                     | 34,91                      |
|                            |                                        |                            |                            |                            |
|                            | Esito: collegio confermato a Laburista |                            |                            |                            |

| Partito                    | Partito                                | Candidato                  | Risultati 8 giugno 2017 | Risultati 8 giugno 2017 |
| Partito                    | Partito                                | Candidato                  | Voti                    | %                       |
| -------------------------- | -------------------------------------- | -------------------------- | ----------------------- | ----------------------- |
|                            | Laburista                              | Keir Starmer               | 41 343                  | 70,08                   |
|                            | Conservatore                           | Timothy Barnes             | 10 834                  | 18,36                   |
|                            | Lib Dem                                | Stephen Crosher            | 4 020                   | 6,81                    |
|                            | Verdi                                  | Sian Berry                 | 1 980                   | 3,36                    |
|                            | UKIP                                   | Giles Game                 | 727                     | 1,23                    |
|                            | Democratici                            | Janus Polenceus            | 93                      | 0,16                    |
|                            |                                        |                            |                         |                         |
| Iscritti                   | Iscritti                               | Iscritti                   | 88 055                  | 100,00                  |
| ↳ Votanti (% su iscritti)  | ↳ Votanti (% su iscritti)              | ↳ Votanti (% su iscritti)  | 58 997                  | 67,00                   |
| ↳ Astenuti (% su iscritti) | ↳ Astenuti (% su iscritti)             | ↳ Astenuti (% su iscritti) | 29 058                  | 33,00                   |
|                            |                                        |                            |                         |                         |
|                            | Esito: collegio confermato a Laburista |                            |                         |                         |

| Partito                    | Partito                                | Candidato                  | Risultati 7 maggio 2015 | Risultati 7 maggio 2015 |
| Partito                    | Partito                                | Candidato                  | Voti                    | %                       |
| -------------------------- | -------------------------------------- | -------------------------- | ----------------------- | ----------------------- |
|                            | Laburista                              | Keir Starmer               | 29 062                  | 52,92                   |
|                            | Conservatore                           | Will Blair                 | 12 014                  | 21,88                   |
|                            | Verdi                                  | Natalie Bennett            | 7 013                   | 12,77                   |
|                            | Lib Dem                                | Jill Fraser                | 3 555                   | 6,47                    |
|                            | UKIP                                   | Maxine Spencer             | 2 740                   | 4,99                    |
|                            | CISTA                                  | Shane O'Donnell            | 252                     | 0,46                    |
|                            | Animal Welfare                         | Vanessa Hudson             | 173                     | 0,32                    |
|                            | Socialist Equality                     | David O'Sullivan           | 108                     | 0,20                    |
|                            |                                        |                            |                         |                         |
| Iscritti                   | Iscritti                               | Iscritti                   | 86 756                  | 100,00                  |
| ↳ Votanti (% su iscritti)  | ↳ Votanti (% su iscritti)              | ↳ Votanti (% su iscritti)  | 54 917                  | 63,30                   |
| ↳ Astenuti (% su iscritti) | ↳ Astenuti (% su iscritti)             | ↳ Astenuti (% su iscritti) | 31 839                  | 36,70                   |
|                            |                                        |                            |                         |                         |
|                            | Esito: collegio confermato a Laburista |                            |                         |                         |

| Partito                    | Partito                                | Candidato                  | Risultati 6 maggio 2010 | Risultati 6 maggio 2010 |
| Partito                    | Partito                                | Candidato                  | Voti                    | %                       |
| -------------------------- | -------------------------------------- | -------------------------- | ----------------------- | ----------------------- |
|                            | Laburista                              | Frank Dobson               | 25 198                  | 46,11                   |
|                            | Lib Dem                                | Jo Shaw                    | 15 256                  | 27,92                   |
|                            | Conservatore                           | George Lee                 | 11 134                  | 20,37                   |
|                            | Verdi                                  | Natalie Bennett            | 1 480                   | 2,71                    |
|                            | BNP                                    | Robert Carlyle             | 779                     | 1,43                    |
|                            | UKIP                                   | Max Spencer                | 587                     | 1,07                    |
|                            | Indipendente                           | John Chapman               | 96                      | 0,18                    |
|                            | Democratici                            | Mikel Susperregi           | 75                      | 0,14                    |
|                            | Indipendente                           | Iain Meek                  | 44                      | 0,08                    |
|                            |                                        |                            |                         |                         |
| Iscritti                   | Iscritti                               | Iscritti                   | 86 882                  | 100,00                  |
| ↳ Votanti (% su iscritti)  | ↳ Votanti (% su iscritti)              | ↳ Votanti (% su iscritti)  | 54 649                  | 62,90                   |
| ↳ Astenuti (% su iscritti) | ↳ Astenuti (% su iscritti)             | ↳ Astenuti (% su iscritti) | 32 233                  | 37,10                   |
|                            |                                        |                            |                         |                         |
|                            | Esito: collegio confermato a Laburista |                            |                         |                         |

### Elezioni negli anni 2000
| Partito                    | Partito                                | Candidato                  | Risultati 5 maggio 2005 | Risultati 5 maggio 2005 |
| Partito                    | Partito                                | Candidato                  | Voti                    | %                       |
| -------------------------- | -------------------------------------- | -------------------------- | ----------------------- | ----------------------- |
|                            | Laburista                              | Frank Dobson               | 14 857                  | 43,24                   |
|                            | Lib Dem                                | Jill Fraser                | 10 070                  | 29,31                   |
|                            | Conservatore                           | Margot James               | 6 482                   | 18,87                   |
|                            | Verdi                                  | Adrian J. Oliver           | 2 798                   | 8,14                    |
|                            | Rainbow Dream Ticket                   | Rainbow George Weiss       | 152                     | 0,44                    |
|                            |                                        |                            |                         |                         |
| Iscritti                   | Iscritti                               | Iscritti                   | 68 172                  | 100,00                  |
| ↳ Votanti (% su iscritti)  | ↳ Votanti (% su iscritti)              | ↳ Votanti (% su iscritti)  | 34 359                  | 50,40                   |
| ↳ Astenuti (% su iscritti) | ↳ Astenuti (% su iscritti)             | ↳ Astenuti (% su iscritti) | 33 813                  | 49,60                   |
|                            |                                        |                            |                         |                         |
|                            | Esito: collegio confermato a Laburista |                            |                         |                         |

| Partito                    | Partito                                | Candidato                  | Risultati 7 giugno 2001 | Risultati 7 giugno 2001 |
| Partito                    | Partito                                | Candidato                  | Voti                    | %                       |
| -------------------------- | -------------------------------------- | -------------------------- | ----------------------- | ----------------------- |
|                            | Laburista                              | Frank Dobson               | 16 770                  | 53,87                   |
|                            | Lib Dem                                | Nathaniel Green            | 5 595                   | 17,97                   |
|                            | Conservatore                           | Roseanne Serrelli          | 5 258                   | 16,89                   |
|                            | Verdi                                  | Robert Whitley             | 1 875                   | 6,02                    |
|                            | Alleanza Socialista                    | Candy Udwin                | 971                     | 3,12                    |
|                            | Laburista Socialista                   | Novjot (Joti) Brar         | 359                     | 1,15                    |
|                            | UKIP                                   | Magnus Nielsen             | 301                     | 0,97                    |
|                            |                                        |                            |                         |                         |
| Iscritti                   | Iscritti                               | Iscritti                   | 62 760                  | 100,00                  |
| ↳ Votanti (% su iscritti)  | ↳ Votanti (% su iscritti)              | ↳ Votanti (% su iscritti)  | 31 129                  | 49,60                   |
| ↳ Astenuti (% su iscritti) | ↳ Astenuti (% su iscritti)             | ↳ Astenuti (% su iscritti) | 31 631                  | 50,40                   |
|                            |                                        |                            |                         |                         |
|                            | Esito: collegio confermato a Laburista |                            |                         |                         |

## Risultati dei referendum

### Referendum sulla permanenza del Regno Unito nell'Unione europea del 2016
|             | Collegio               | Lasciare UE % | Rimanere in UE % |
| ----------- | ---------------------- | ------------- | ---------------- |
|             | Holborn and St Pancras | 26,7%         | 73,3%            |
|             | Inghilterra            | 53,3%         | 46,7%            |
| Regno Unito | 51,9%                  | 48,1%         |                  |